# Liste der Bodendenkmäler in Berg (Starnberger See)
Auf dieser Seite sind die Bodendenkmäler in der oberbayerischen Gemeinde Berg zusammengestellt. Diese Tabelle ist eine Teilliste der Liste der Bodendenkmäler in Bayern. Grundlage ist die Bayerische Denkmalliste, die auf Basis des Bayerischen Denkmalschutzgesetzes vom 1. Oktober 1973 erstmals erstellt wurde und seither durch das Bayerische Landesamt für Denkmalpflege geführt wird. Die folgenden Angaben ersetzen nicht die rechtsverbindliche Auskunft der Denkmalschutzbehörde.

## Bodendenkmäler der Gemeinde Berg

### Bodendenkmäler in der Gemarkung Bachhausen
| Lage                  | Objekt | Akten-Nr.     | Bild |
| --------------------- | --- | ------------- | ---- |
| Bachhausen (Standort) | Körpergräber des frühen Mittelalters. | D-1-8034-0055 |      |
| Bachhausen (Standort) | Grabhügel vorgeschichtlicher Zeitstellung. | D-1-8034-0059 |      |
| Bachhausen (Standort) | Grabhügel vorgeschichtlicher Zeitstellung. | D-1-8034-0062 |      |
| Bachhausen (Standort) | Grabhügel mit Bestattungen der Hallstattzeit. | D-1-8034-0063 |      |
| Bachhausen (Standort) | Grabhügel vorgeschichtlicher Zeitstellung. | D-1-8034-0064 |      |
| Bachhausen (Standort) | Grabhügel mit Bestattungen der Hallstattzeit und der römischen Kaiserzeit.                                                                                      | D-1-8034-0065 |      |
| Bachhausen (Standort) | Verebnete Grabhügel mit Bestattungen der Hallstattzeit. | D-1-8034-0066 |      |
| Bachhausen (Standort) | Grabhügel vorgeschichtlicher Zeitstellung. | D-1-8034-0069 |      |
| Bachhausen (Standort) | Grabhügel mit Bestattungen der Hallstattzeit. | D-1-8034-0071 |      |
| Bachhausen (Standort) | Verebnete Grabhügel vorgeschichtlicher Zeitstellung. | D-1-8034-0104 |      |
| Bachhausen (Standort) | Untertägige mittelalterliche und frühneuzeitliche Befunde im Bereich der katholischen Filialkirche St. Martin und Nikolaus in Farchach und ihres Vorgängerbaus. | D-1-8034-0170 |      |
| Bachhausen (Standort) | Untertägige mittelalterliche und frühneuzeitliche Befunde im Bereich der katholischen Filialkirche St. Stephan in Mörlbach.                                     | D-1-8034-0171 |      |
| Bachhausen (Standort) | Grabhügel vorgeschichtlicher Zeitstellung. | D-1-8034-0214 |      |
| Bachhausen (Standort) | Abgegangenes Hofmarkschloss der frühen Neuzeit (Schloss Farchach).                                                                                              | D-1-8034-0221 |      |

### Bodendenkmäler in der Gemarkung Berg
| Lage            | Objekt | Akten-Nr.     | Bild |
| --------------- | --- | ------------- | ---- |
| Berg (Standort) | Siedlung der Bronzezeit und der Urnenfelderzeit. | D-1-8034-0070 |      |
| Berg (Standort) | Untertägige mittelalterliche und frühneuzeitliche Befunde im Bereich der katholischen Filialkirche St. Johann Baptist in Berg und ihrer Vorgängerbauten.                        | D-1-8034-0147 |      |
| Berg (Standort) | Untertägige spätmittelalterliche und frühneuzeitliche Befunde im Bereich von Schloss Berg und seiner Vorgängerbauten mit zugehörigem Wirtschaftshof und barocken Gartenanlagen. | D-1-8034-0149 |      |
| Berg (Standort) | Untertägige mittelalterliche und frühneuzeitliche Befunde im Bereich der katholischen Pfarr- und Wallfahrtskirche Mariä Himmelfahrt in Aufkirchen und ihrer Vorgängerbauten.    | D-1-8034-0169 |      |

### Bodendenkmäler in der Gemarkung Höhenrain
| Lage                 | Objekt | Akten-Nr.     | Bild |
| -------------------- | --- | ------------- | ---- |
| Münsing (Standort)   | Grabhügel mit Bestattungen der Hallstattzeit. | D-1-8034-0032 |      |
| Höhenrain (Standort) | Grabhügel mit Bestattungen der Hallstattzeit. | D-1-8034-0035 |      |
| Höhenrain (Standort) | Grabhügel mit Bestattungen der Hallstattzeit. | D-1-8034-0058 |      |
| Höhenrain (Standort) | Untertägige mittelalterliche und frühneuzeitliche Befunde im Bereich des ehemaligen Hofmark- und Edelsitzes Biberkor.                                                       | D-1-8034-0137 |      |
| Höhenrain (Standort) | Abgegangene Kirche des Mittelalters und der frühen Neuzeit (St. Johannes Evangelist und Vitus in Höhenrain) mit aufgelassenem Friedhof.                                     | D-1-8034-0165 |      |
| Höhenrain (Standort) | Abgegangene Kirche des Mittelalters und der frühen Neuzeit (St. Michael in Biberkor) mit aufgelassenem Friedhof.                                                            | D-1-8034-0173 |      |
| Höhenrain (Standort) | Untertägige spätmittelalterliche und frühneuzeitliche Befunde im Bereich der katholischen Filialkirche St. Valentin in Allmannshausen und ihres Vorgängerbaus.              | D-1-8034-0217 |      |
| Höhenrain (Standort) | Untertägige frühneuzeitliche Befunde im Bereich des Hofmarkschlosses von Allmannshausen und seines Vorgängerbaus mit abgegangenem Wirtschaftshof und barocker Gartenanlage. | D-1-8034-0218 |      |

### Bodendenkmäler in der Gemarkung Kempfenhausen
| Lage                     | Objekt | Akten-Nr.     | Bild |
| ------------------------ | --- | ------------- | ---- |
| Kempfenhausen (Standort) | Untertägige spätmittelalterliche und frühneuzeitliche Befunde im Bereich des Hofmarkschlosses Kempfenhausen und seines Vorgängerbaus mit zugehöriger Schlosskapelle St. Anna. | D-1-8034-0216 |      |
| Kempfenhausen (Standort) | Untertägige mittelalterliche und frühneuzeitliche Befunde im Bereich der katholischen Filialkirche St. Peter in Harkirchen und ihrer Vorgängerbauten.                         | D-1-8034-0226 |      |